# Albrecht Philipp

Albrecht Philipp, vor 1921

Albrecht Philipp (* 1. Februar 1883 in Kleinwolmsdorf; † 24. Januar 1962 in Borna) war ein deutscher Politiker (DNVP, SLV).

## Leben und Beruf
Der Sohn des Brauereidirektors in Radeberg und sächsischen Landtagsabgeordneten Gustav Philipp besuchte von 1889 bis 1891 die Vorschule des Freiherrlich von Fletcherschen Lehrerseminars in Dresden. Anschließend lernte er bis 1894 an der IV. Bürgerschule in Dresden und ab 1894 an der Dreikönigschule, wo er 1901 sein Abitur ablegte.
Von 1903 bis 1907 studierte Philipp an der Universität Leipzig Sprachen, Geschichte, Erdkunde, Philosophie und Volkswirtschaft u. a. bei Karl von Bahder, Emil Jungmann, Alfred Doren, Karl Lamprecht, Rudolf Kötzschke und Gerhard Seeliger. 1906 wurde er zum Doktor der Philosophie promoviert, im Folgejahr bestand er das Staatsexamen für das höhere Lehramt.
1907/08 war er wissenschaftlicher Hilfsarbeiter am Staatsarchiv in Weimar. Nachdem er 1908 eine Stelle als Probelehrer am Realgymnasium und der Landwirtschaftsschule Döbeln angetreten hatte, wurde er 1909 als Lehrer am Realgymnasium in Borna angestellt, wo er Geschichte und Erdkunde unterrichtete. Seit 1914 war er Oberlehrer.
Am Ersten Weltkrieg nahm er von 1914 bis 1916 als Kriegsfreiwilliger teil, zuletzt im Range eines Leutnants.
1930 wurde er an das Realgymnasium Leipzig versetzt, kehrte aber 1931 zurück nach Borna.
Von 1939 bis Dezember 1943 gehörte er der Wehrmacht an, aus der er als Rittmeister der Reserve ausschied.
Von 1944 bis 1948 war er wieder als Lehrer in Borna tätig, bevor er 1949 in den Ruhestand eintrat.
Gemeinsam mit Horst Kohl war er 1913 bis 1915 Mitherausgeber des Bismarck-Kalenders. In der Weimarer Republik war er von 1921 bis 1930 Herausgeber und Hauptmitarbeiter der Wochenschrift Sächsischer Volksbote, dem Nachrichtenblatt des DNVP-Landesverbandes Sachsen.
Philipp war evangelischen Glaubens und seit 1919 mit Alexandrine Pauline Wagner, Tochter des Baumeisters Paul Wagner, verheiratet.

## Abgeordneter
Nach dem Tod von Hugo Gottfried Opitz wurde Philipp am 19. September 1916 im 25. ländlichen Wahlkreis in die II. Kammer des Sächsischen Landtags gewählt. Dieser gehörte er in der konservativen Fraktion und als Vertreter des Bundes der Landwirte bis zur Abschaffung der konstitutionellen Monarchie im Königreich Sachsen im November 1918 an. 1919/20 war er als Vertreter des 29. sächsischen Wahlkreises Mitglied der Weimarer Nationalversammlung. Von 1920 bis 1930 war er Reichstagsabgeordneter. Von 1920 bis 1924 hatte er das Mandat des 32. sächsischen Wahlkreises (Leipzig), von 1924 bis 1930 das des 29. sächsischen Wahlkreises (ebenfalls Leipzig) inne. Dabei vertrat Philipp von 1919 bis 1928 die Deutschnationale Volkspartei und ab 1928 das Sächsische Landvolk (SLV). Als Vertreter des SLV war er vor der Reichstagswahl 1930 gemeinsam mit dem bisherigen Reichstagsabgeordneten Alwin Domsch bemüht, Listenplätze auf dem gemeinsamen Wahlvorschlag von SLV und der CNBL zu erhalten. Während Domsch erfolgreich war, konnte sich Philipp nicht gegen Karl Heinrich Sieber durchsetzen und schied aus dem Reichstag aus.

## Veröffentlichungen
- August der Starke und die Pragmatische Sanktion. Leipzig 1908.
- mit Eugen Fischer, Walter Bloch: Die Ursachen des deutschen militärischen Zusammenbruchs 1918. Die Geschichte einer „parlamentarischen Untersuchung“ 1919–1925. Berlin 1925.